# Sylvie Gosselin
Sylvie Gosselin est une actrice québécoise et une artiste visuelle principalement connue pour sa participation à la populaire télésérie Le Temps d'une paix à Radio-Canada. Elle y jouait le rôle d'Alexandrine Belleau née Fournier. Elle est également connue pour son rôle de Tourmaline dans la dernière génération de Passe-Partout diffusée entre 1987 et 1991 à Radio-Québec. Elle fait également partie de la distribution du téléroman Terre humaine.

## Formation - Comédienne
Sylvie Gosselin sort du Conservatoire d’art dramatique de Montréal en 1977, après y avoir suivi une formation de comédienne.  En 1977-1978, elle fait un stage à Venise, à Paris et aux Pays-Bas.  Entre 1979 et 1983, elle suit des cours de chant avec Diane Hamel alors qu’en 1985-1986, elle fait divers stages de perfectionnement avec Eugène Lion. Enfin, en 1996-1997, elle suit un atelier de recherche avec Improse.

## Formation - Artiste visuelle
2000 : UQAM, baccalauréat en arts visuels (création);
1992-1994 : Université Concordia, cours dans le cadre du programme "Major in Studio Art".

## Carrière au théâtre
- 2005-10 : Romance et karaoké, production du Théâtre Le Clou, mise en scène de Benoit Vermeulen, rôle de la mère.
- 2004-09 : La couturière, production du théâtre des Bouches Décousues, mise en scène de Jasmine Dubé, rôle d'Ariane.
- 2003 : Kamouraska, production du théâtre Denise-Pelletier, mise en scène de Guy Beausoleil, rôle de Gertrude.
- 2001-04 : Les deux sœurs, production du théâtre de Quartier, mise en scène de L.-D. Lavigne, rôle de Mathilde.
- 1997/2010 : LE BAIN, production du théâtre des Bouches Décousues, mise en scène de Jasmine Dubé, rôle de Pin-Pon.
- 1999 : La mort d'un commis voyageur, compagnie Jean Duceppe, mise en scène de Monique Duceppe, rôle de Jenny.
- 1998 : Le miroir aux tartuffes, compagnie Jean Duceppe, mise en scène de Jean-Claude Germain, rôles divers.
- 1996 : Simon, compagnie Jean Duceppe, mise en scène de Martin Faucher, rôle de Suzanne
- 1995 : Suzanne, compagnie Jean Duceppe, mise en scène de Monique Duceppe, rôle-titre de Suzanne.
- 1994 : La Espera, production du Carré-Théâtre, mise en scène de Guy Beausoleil, rôle de Claude.
- 1994 : Claude, compagnie Jean Duceppe, mise en scène de Martin Faucher, rôle de Suzanne.
- 1993-94 : Bonzoo, Passe-Partout, J. L’Heureux, Tourmaline, zoo de Granby
- 1992 : Souvenir, compagnie Jean Duceppe, mise en scène Monique Duceppe, Joan
- 1992 : Kushapashikan, production du Carré-Théâtre, mise en scène d'Alain Fournier, rôle de Lou.
- 1991 : Appelez-moi Stéphane, Théâtre de Marjolaine, Louis-Georges Carrier, rôle de Gilberte.
- 1990-93 : Passe-Partout fait du théâtre, J. L’Heureux, M. Eykel, rôle de Tourmaline.
- 1990 : Les femmes savantes, théâtre Denise Pelletier, mise en scène Lorraine Pintal, rôle d'Henriette.
- 1988 : Les cris du cœur, compagnie Jean Duceppe, mise en scène de Luc Prairie, rôle de Gaby.
- 1988 : Vice et versa, théâtre de Sorel, mise en scène de Monique Duceppe, rôle de Johanne.
- 1987 : Florence, théâtre Denise Pelletier, mise en scène de Lorraine Pintal, rôle de Florence.
- 1987 : Harvey, compagnie Jean Duceppe, mise en scène de Monique Duceppe, rôle de Linda.
- 1986 : Voulez-vous jouer avec moâ?, TPQ, mise en scène de Michel Forgues, rôle d'Isabelle
- 1985 : État civil : célibataire, compagnie Jean Duceppe, mise en scène de Monique Duceppe, rôle de Dominique.
- 1985 : Les paradis n'existent plus, mise en scène de Claude Poissant, rôle de l'actrice.
- 1984 : La Nuit des rois	Gilbert Lepage, Olivia, TPQ
- 1983 : Pierre et Margaret, Gilbert Lepage, Pierre, Margaret et le journaliste, En collaboration avec les Productions Express.
- 1983 : Le Divan,Yvan Ponton,Marie, Production de l’horloge
- 1983 : Quelques curiosités sexuelles rue St-Denis, Jean-Denis Leduc, Bibiane, Théâtre de la Manufacture
- 1982-83 : Arture, L.-M. Demers, Divers, Théâtre Petit à Petit
- 1982 : Le Malade imaginaire, Lorraine Pintal	Angélique, TPQ
- 1981-82 : Où est-ce qu’elle est ma gang?, Michel Breton, Divers, Théâtre Petit à Petit
- 1981 : Tit-Coq, Gratien Gélinas, Marie-Ange, NCT
- 1980 : Bonjour M. de Lafontaine, Guy Mignault, Divers	CNA
- 1979 : Théâtre de chambre, Paul Buissonneau, Divers, Théâtre de Quat’sous
- 1979 : Le Gros Lot, L.-G. Carrier, Adrienne, Théâtre de Marjolaine
- 1978 : Marie Tudor, Gaétan Labrèche, Jane Talbot,NCT

## Carrière à la télévision
- 1996	Marguerite Volant	Charles Binamé	Josephte Petit	Radio-Canada
- 1988-91	Passe-Partout	Richard Guay	Tourmaline	Radio-Canada
- 1984	Le Piano rouge	Jean Faucher	Isabelle	Radio-Canada
- 1980-86	Le Temps d’une paix	Yvon Trudel 	Alexandrine (la fille du notaire Fournier)	Radio-Canada
- 1980	Jeunes délinquants	Jean-Paul Fugère	Johanne	Radio-Canada
- 1980	Api	Jean-Yves Laforce	L’élève	Radio-Canada
- 1979-80	Terre humaine	René Verne	Lysiane	Radio-Canada
- 1979	Les Mal-aimés	Paul Blouin 	Marianne	Radio-Canada
- 1979	Jeux de hasard	L.-G. Carrier 	Marie	Radio-Canada
- 1978	Le Goût de vivre	Florent Forget	 Sylvie	Radio-Canada
- 1978	Téléthéâtre de Radio-Canada 	 Un Mois à la campagne	Richard Martin	 Vera

## Autres réalisations
- 2009 : L’effet « Boule de neige », conception et animation d’ateliers en art dramatique avec des enfants d’écoles défavorisées, en partenariat avec le Programme de soutien à l’école montréalaise et le Théâtre Bouches Décousues.
- 2007-08 : Arts et contes, conteuse pour des ateliers avec des enfants nouvellement arrivés dans les écoles de Parc-Extension.

## Bourses et récompenses
- 2010 :	SODAC : bourse Arts de la scène
- 2001 : 	Conseil des arts et des lettres du Québec : Type A, recherche et création, théâtre.
- 1999 : 	Conseil des arts et des lettres de Québec : Type A, recherche et création.